# 长梗木蓝
长梗木蓝（学名：Indigofera henryi）为豆科木蓝属下的一个种。

## 扩展阅读
- 維基物種上的相關：长梗木蓝